# Aïn Lahdjar
Aïn Lahdjar (în arabă عين الحجر) este o comună din provincia Sétif, Algeria.
Populația comunei este de 34.338 de locuitori (2008).